# Temporada 2017 del Campeonato Mundial de Supersport 300
La Temporada 2017 del Campeonato Mundial de Supersport 300  fue la primera temporada del Campeonato Mundial de Supersport 300. La temporada de debut fue disputada en nueve carreras, que se llevaron a cabo en todas las rondas europeas del Campeonato Mundial de Superbikes 2017, a partir del 2 de abril en MotorLand Aragón en España hasta el 22 de octubre en el Circuito de Jerez en España.

## Calendario y resultados
| 1 | España       | Motorland Aragón                      | 2 de abril       | Scott Deroue    | Mika Pérez      | Scott Deroue    | MTM HS Kawasaki   |
| 2 | Países Bajos | TT Circuit Assen                      | 30 de abril      | Borja Sánchez   | Alfonso Coppola | Scott Deroue    | MTM HS Kawasaki   |
| 3 | Italia       | Autodromo Enzo e Dino Ferrari         | 14 de mayo       | Mika Pérez      | Dorren Loureiro | Marc García     | Halcourier Racing |
| 4 | Reino Unido  | Donington Park                        | 28 de mayo       | Alfonso Coppola | Mika Pérez      | Mika Pérez      | WILSport Racedays |
| 5 | Italia       | Misano World Circuit Marco Simoncelli | 18 de junio      | Mika Pérez      | Armando Pontone | Mika Pérez      | WILSport Racedays |
| 6 | Alemania     | EuroSpeedway Lausitz                  | 20 de agosto     | Alfonso Coppola | Marc García     | Alfonso Coppola | SK Racing         |
| 7 | Portugal     | Autódromo Internacional do Algarve    | 17 de septiembre | Alfonso Coppola | Mika Pérez      | Ana Carrasco    | ETG Racing        |
| 8 | Francia      | Circuit de Nevers Magny-Cours         | 1 de octubre     | Alan Muel       | Daniel Valle    | Marc García     | Halcourier Racing |
| 9 | España       | Circuito de Jerez                     | 22 de octubre    | Marc García     | Alfonso Coppola | Galang Hendra   | Team Motoxracing  |

## Pilotos y equipos
| Parrilla 2017                                               | Parrilla 2017 | Parrilla 2017      | Parrilla 2017 | Parrilla 2017             | Parrilla 2017 |
| Equipo                                                      | Constructor   | Moto               | No.           | Piloto                    | Rondas        |
| ----------------------------------------------------------- | ------------- | ------------------ | ------------- | ------------------------- | ------------- |
| ETG Racing                                                  | Kawasaki      | Kawasaki Ninja 300 | 2             | Ana Carrasco              | Todas         |
| Pearle Gebben Racing                                        | Yamaha        | Yamaha YZF-R3      | 4             | Finn de Bruin             | 2             |
| GRT Yamaha WorldSSP300 Team                                 | Yamaha        | Yamaha YZF-R3      | 6             | Robert Schotman           | Todas         |
| GRT Yamaha WorldSSP300 Team                                 | Yamaha        | Yamaha YZF-R3      | 14            | Enzo de la Vega           | Todas         |
| 2R Road Racing Bierreti by 2R                               | Yamaha        | Yamaha YZF-R3      | 7             | Nicola Settimo            | Todas         |
| 2R Road Racing Bierreti by 2R                               | Yamaha        | Yamaha YZF-R3      | 13            | Jacopo Facco              | 1–5           |
| 2R Road Racing Bierreti by 2R                               | Yamaha        | Yamaha YZF-R3      | 58            | Trystan Finocchiaro       | 6–9           |
| MVR Racing                                                  | Yamaha        | Yamaha YZF-R3      | 9             | Ruben Doorakkers          | Todas         |
| 3ENNE#Racing – Chiodo Moto                                  | Yamaha        | Yamaha YZF-R3      | 11            | Nicolas Cupaioli          | 1–5           |
| 3ENNE#Racing – Chiodo Moto                                  | Honda         | Honda CBR500R      | 99            | Paolo Grassia             | 7–8           |
| Pertamina Almería Racing Team                               | Yamaha        | Yamaha YZF-R3      | 12            | Ali Adriansyah Rusmiputro | Todas         |
| SK Racing                                                   | Yamaha        | Yamaha YZF-R3      | 13            | Jacopo Facco              | 7–9           |
| SK Racing                                                   | Yamaha        | Yamaha YZF-R3      | 15            | Alfonso Coppola           | Todas         |
| SK Racing                                                   | Yamaha        | Yamaha YZF-R3      | 84            | Michael Carbonera         | Todas         |
| SK Racing                                                   | Yamaha        | Yamaha YZF-R3      | 95            | Giuseppe De Gruttola      | 1–6           |
| Freudenberg Racing-Team                                     | Yamaha        | Yamaha YZF-R3      | 16            | Tim Georgi                | 6             |
| Freudenberg Racing-Team                                     | Yamaha        | Yamaha YZF-R3      | 97            | Maximilian Kappler        | 6             |
| Scuderia Maranga Racing                                     | Honda         | Honda CBR500R      | 17            | Gabriel Noderer           | Todas         |
| Scuderia Maranga Racing                                     | Honda         | Honda CBR500R      | 35            | Alex Triglia              | Todas         |
| Team Tóth                                                   | Yamaha        | Yamaha YZF-R3      | 18            | Alex Murley               | Todas         |
| Team Tóth                                                   | Yamaha        | Yamaha YZF-R3      | 52            | Troy Bezuidenhout         | 1–3           |
| Team Tóth                                                   | Yamaha        | Yamaha YZF-R3      | 53            | Valentin Grimoux          | 4–9           |
| ParkinGO DS Junior Team                                     | Yamaha        | Yamaha YZF-R3      | 19            | Edoardo Rovelli           | Todas         |
| ParkinGO DS Junior Team                                     | Yamaha        | Yamaha YZF-R3      | 27            | Filippo Rovelli           | Todas         |
| DS Junior Team                                              | Kawasaki      | Kawasaki Ninja 300 | 20            | Dorren Loureiro           | 1–2           |
| DS Junior Team                                              | Yamaha        | Yamaha YZF-R3      | 20            | Dorren Loureiro           | 3–9           |
| Sourz Foods – Benjan Racing Hel Performance – Benjan Racing | Kawasaki      | Kawasaki Ninja 300 | 21            | Avalon Biddle             | 1–6           |
| Sourz Foods – Benjan Racing Hel Performance – Benjan Racing | Kawasaki      | Kawasaki Ninja 300 | 66            | Taz Taylor                | 7–8           |
| Sourz Foods – Benjan Racing Hel Performance – Benjan Racing | Kawasaki      | Kawasaki Ninja 300 | 71            | Tom Edwards               | 9             |
| Team Motoxracing                                            | Yamaha        | Yamaha YZF-R3      | 22            | Mykyta Kalinin            | Todas         |
| Team Motoxracing                                            | Yamaha        | Yamaha YZF-R3      | 32            | Alan Muel                 | 8             |
| Team Motoxracing                                            | Yamaha        | Yamaha YZF-R3      | 55            | Galang Hendra             | 7, 9          |
| 3570 Made in CIV                                            | Kawasaki      | Kawasaki Ninja 300 | 23            | Manuel Bastianelli        | Todas         |
| 3570 Made in CIV                                            | Kawasaki      | Kawasaki Ninja 300 | 49            | Marco Carusi              | 5–9           |
| 3570 Made in CIV                                            | Kawasaki      | Kawasaki Ninja 300 | 99            | Paolo Grassia             | 1–4           |
| Halcourier Racing Halcourier Racing Viajes 2000             | Yamaha        | Yamaha YZF-R3      | 25            | Borja Sánchez             | Todas         |
| Halcourier Racing Halcourier Racing Viajes 2000             | Yamaha        | Yamaha YZF-R3      | 33            | Daniel Valle              | Todas         |
| Halcourier Racing Halcourier Racing Viajes 2000             | Yamaha        | Yamaha YZF-R3      | 41            | Marc García               | Todas         |
| Halcourier Racing Halcourier Racing Viajes 2000             | Yamaha        | Yamaha YZF-R3      | 81            | Manuel González           | 9             |
| Hopkins Racing                                              | Kawasaki      | Kawasaki Ninja 300 | 26            | Luke Hopkins              | 1–2, 4–6      |
| Hopkins Racing                                              | Kawasaki      | Kawasaki Ninja 300 | 94            | Carl Mitchell             | 3             |
| Terra e Moto                                                | Yamaha        | Yamaha YZF-R3      | 28            | Paolo Giacomini           | Todas         |
| Team Runner Bike                                            | KTM           | KTM RC 390 R       | 42            | Jan-Ole Jähnig            | 9             |
| Team Runner Bike                                            | KTM           | KTM RC 390 R       | 72            | Omar Bonoli               | 9             |
| Samurai Racing                                              | Yamaha        | Yamaha YZF-R3      | 44            | Samuel Lochoff            | 7             |
| Vos – TKR Racing                                            | Honda         | Honda CBR500R      | 51            | Glenn van Straalen        | 2             |
| Kawasaki Puccetti Racing                                    | Kawasaki      | Kawasaki Ninja 300 | 54            | Harun Çabuk               | 1–3, 6–9      |
| Kawasaki Puccetti Racing                                    | Kawasaki      | Kawasaki Ninja 300 | 64            | Asrın Rodi Pak            | 4–5           |
| GP Project Team                                             | Kawasaki      | Kawasaki Ninja 300 | 56            | Nicola Bernabè            | 5             |
| WBY Racing Team                                             | Yamaha        | Yamaha YZF-R3      | 57            | Dorian Da-Ré              | 8             |
| Wójcik FHP YART Racing Team                                 | Yamaha        | Yamaha YZF-R3      | 61            | Daniel Blin               | 7             |
| DDM by BWG_Bike & Motor RT_Grimaldi BWG Racing–Grimaldi     | Kawasaki      | Kawasaki Ninja 300 | 62            | Jared Schultz             | 1–6, 8        |
| DDM by BWG_Bike & Motor RT_Grimaldi BWG Racing–Grimaldi     | Kawasaki      | Kawasaki Ninja 300 | 133           | Reid Battye               | 9             |
| MTM HS Kawasaki                                             | Kawasaki      | Kawasaki Ninja 300 | 75            | Scott Deroue              | Todas         |
| MTM HS Kawasaki                                             | Kawasaki      | Kawasaki Ninja 300 | 79            | Chris Taylor              | Todas         |
| DEZA–Córdoba Patrimonio de la Humanidad                     | Honda         | Honda CBR500R      | 77            | Andrea Sibaja             | 1, 9          |
| IodaRacing                                                  | Yamaha        | Yamaha YZF-R3      | 80            | Armando Pontone           | Todas         |
| Team Trasimeno                                              | Yamaha        | Yamaha YZF-R3      | 87            | Angelo Licciardi          | Todas         |
| WILSport Racedays                                           | Honda         | Honda CBR500R      | 88            | Mika Pérez                | Todas         |
| MotorZenit                                                  | Yamaha        | Yamaha YZF-R3      | 91            | Luca Bernardi             | 3, 5          |
| Kallio Racing                                               | Yamaha        | Yamaha YZF-R3      | 121           | Kimi Patova               | Todas         |
| Kallio Racing                                               | Yamaha        | Yamaha YZF-R3      | 130           | Renzo Ferreira            | Todas         |

| Leyenda             | Leyenda |
| ------------------- | ------- |
| Piloto Titular      |         |
| Piloto Invitado     |         |
| Piloto de reemplazo |         |

- Todos los equipos usaron neumáticos Pirelli.

## Estadísticas

### Clasificación de Pilotos
| Pos. | Piloto                    | Moto     | ARA | ASS | IMO | DON | MIS | LAU | POR | MAG | JER | Pts |
| ---- | ------------------------- | -------- | --- | --- | --- | --- | --- | --- | --- | --- | --- | --- |
| 1    | Marc García               | Yamaha   | Ret | 6   | 1   | 2   | 6   | 2   | 3   | 1   | 4   | 139 |
| 2    | Alfonso Coppola           | Yamaha   | 11  | 3   | 2   | DSQ | 3   | 1   | 2   | 2   | 3   | 138 |
| 3    | Scott Deroue              | Kawasaki | 1   | 1   | 11  | 3   | 12  | DSQ | 7   | 9   | 2   | 111 |
| 4    | Mika Pérez                | Honda    | 3   | 24  | 10  | 1   | 1   | DSQ | 5   | 4   | 8   | 104 |
| 5    | Daniel Valle              | Yamaha   | 2   | Ret | 13  | 8   | 10  | 4   | 4   | 5   | 5   | 85  |
| 6    | Borja Sánchez             | Yamaha   | 4   | 4   | 4   | 22  | 7   | 5   | 6   | 7   | 9   | 85  |
| 7    | Robert Schotman           | Yamaha   | Ret | Ret | 9   | 5   | 5   | 3   | 9   | 3   | 6   | 78  |
| 8    | Ana Carrasco              | Kawasaki | 10  | 7   | 12  | 9   | 14  | 12  | 1   | 20  | 14  | 59  |
| 9    | Dorren Loureiro           | Kawasaki | 8   | 5   |     |     |     |     |     |     |     | 59  |
| 9    | Dorren Loureiro           | Yamaha   |     |     | 6   | 12  | 4   | 9   | 14  | 13  | 15  | 59  |
| 10   | Mykyta Kalinin            | Yamaha   | Ret | Ret | 3   | Ret | 8   | 6   | 12  | 14  | 12  | 44  |
| 11   | Armando Pontone           | Yamaha   | 15  | 15  | 21  | 4   | 2   | 10  | 19  | 28  | 16  | 41  |
| 12   | Paolo Grassia             | Kawasaki | 6   | 23  | 8   | 11  |     |     |     |     |     | 39  |
| 12   | Paolo Grassia             | Honda    |     |     |     |     |     |     | 10  | 6   |     | 39  |
| 13   | Alex Murley               | Yamaha   | 13  | 10  | 15  | 10  | 11  | Ret | 15  | 12  | 32  | 26  |
| 14   | Galang Hendra             | Yamaha   |     |     |     |     |     |     | Ret |     | 1   | 25  |
| 15   | Giuseppe De Gruttola      | Yamaha   | 7   | 13  | 5   | 14  | Ret | 25  |     |     |     | 25  |
| 16   | Paolo Giacomini           | Yamaha   | 9   | Ret | Ret | 6   | Ret | 19  | 35  | 29  | 10  | 23  |
| 17   | Jacopo Facco              | Yamaha   | 21  | 12  | 19  | 17  | Ret |     | 8   | 8   | 13  | 23  |
| 18   | Ali Adriansyah Rusmiputro | Yamaha   | Ret | Ret | 14  | 7   | Ret | 11  | 16  | 21  | 11  | 21  |
| 19   | Glenn van Straalen        | Honda    |     | 2   |     |     |     |     |     |     |     | 20  |
| 20   | Angelo Licciardi          | Yamaha   | 5   | Ret | 22  | Ret | 9   | 15  | 18  | 24  | 24  | 19  |
| 21   | Enzo de la Vega           | Yamaha   | Ret | Ret | 18  | 16  | 15  | Ret | 13  | 10  | 7   | 19  |
| 22   | Harun Çabuk               | Kawasaki | 14  | 8   | DNS |     |     | 17  | 11  | 18  | 20  | 15  |
| 23   | Tim Georgi                | Yamaha   |     |     |     |     |     | 7   |     |     |     | 9   |
| 24   | Luca Bernardi             | Yamaha   |     |     | 7   |     | Ret |     |     |     |     | 9   |
| 25   | Michael Carbonera         | Yamaha   | 20  | 17  | 23  | 15  | 13  | Ret | 23  | 11  | 22  | 9   |
| 26   | Maximilian Kappler        | Yamaha   |     |     |     |     |     | 8   |     |     |     | 8   |
| 27   | Ruben Doorakkers          | Yamaha   | Ret | 9   | 27  | Ret | 21  | 18  | 24  | 26  | 35  | 7   |
| 28   | Kimi Patova               | Yamaha   | Ret | 11  | Ret | 20  | Ret | Ret | 33  | Ret | 21  | 5   |
| 29   | Manuel Bastianelli        | Kawasaki | 12  | Ret | 17  | Ret | 18  | Ret | 29  | 23  | 23  | 4   |
| 30   | Gabriel Noderer           | Honda    | 19  | 14  | 25  | 19  | Ret | 14  | 26  | Ret | 26  | 4   |
| 31   | Alex Triglia              | Honda    | 23  | Ret | 24  | 18  | 28  | 13  | Ret | 19  | Ret | 3   |
| 32   | Filippo Rovelli           | Yamaha   | 17  | 16  | 20  | 13  | 16  | 16  | 17  | 17  | 18  | 3   |
| 33   | Valentin Grimoux          | Yamaha   |     |     |     | 27  | 23  | 21  | 32  | 15  | 30  | 1   |
|      | Chris Taylor              | Kawasaki | 16  | Ret | 16  | Ret | Ret | DSQ | 21  | Ret | 17  | 0   |
|      | Taz Taylor                | Kawasaki |     |     |     |     |     |     | 22  | 16  |     | 0   |
|      | Marco Carusi              | Kawasaki |     |     |     |     | 17  | Ret | 25  | 31  | 27  | 0   |
|      | Renzo Ferreira            | Yamaha   | Ret | 18  | Ret | Ret | 22  | 20  | 31  | 27  | 29  | 0   |
|      | Edoardo Rovelli           | Yamaha   | 18  | 26  | 26  | 23  | 24  | 23  | 27  | Ret | 31  | 0   |
|      | Tom Edwards               | Kawasaki |     |     |     |     |     |     |     |     | 19  | 0   |
|      | Nicola Bernabè            | Kawasaki |     |     |     |     | 19  |     |     |     |     | 0   |
|      | Avalon Biddle             | Kawasaki | Ret | 19  | 29  | 26  | 26  | Ret |     |     |     | 0   |
|      | Daniel Blin               | Yamaha   |     |     |     |     |     |     | 20  |     |     | 0   |
|      | Asrın Rodi Pak            | Kawasaki |     |     |     | 24  | 20  |     |     |     |     | 0   |
|      | Nicola Settimo            | Yamaha   | DNQ | 20  | 30  | 28  | 25  | 22  | 30  | 25  | 28  | 0   |
|      | Jared Schultz             | Kawasaki | DNQ | 22  | 31  | 21  | Ret | 24  |     | 30  |     | 0   |
|      | Troy Bezuidenhout         | Yamaha   | 25  | 21  | 28  |     |     |     |     |     |     | 0   |
|      | Dorian Da-Ré              | Yamaha   |     |     |     |     |     |     |     | 22  |     | 0   |
|      | Luke Hopkins              | Kawasaki | 22  | DNS |     | 25  | Ret | DNQ |     |     |     | 0   |
|      | Andrea Sibaja             | Honda    | 24  |     |     |     |     |     |     |     | 33  | 0   |
|      | Reid Battye               | Kawasaki |     |     |     |     |     |     |     |     | 25  | 0   |
|      | Nicolas Cupaioli          | Yamaha   | DNQ | 25  | 33  | 29  | 27  |     |     |     |     | 0   |
|      | Samuel Lochoff            | Yamaha   |     |     |     |     |     |     | 28  |     |     | 0   |
|      | Trystan Finocchiaro       | Yamaha   |     |     |     |     |     | Ret | 34  | 32  | Ret | 0   |
|      | Carl Mitchell             | Kawasaki |     |     | 32  |     |     |     |     |     |     | 0   |
|      | Manuel González           | Yamaha   |     |     |     |     |     |     |     |     | 34  | 0   |
|      | Omar Bonoli               | KTM      |     |     |     |     |     |     |     |     | NC  | 0   |
|      | Jan-Ole Jähnig            | KTM      |     |     |     |     |     |     |     |     | NC  | 0   |
|      | Alan Muel                 | Yamaha   |     |     |     |     |     |     |     | Ret |     | 0   |
|      | Finn de Bruin             | Yamaha   |     | Ret |     |     |     |     |     |     |     | 0   |
| Pos. | Piloto                    | Moto     | ARA | ASS | IMO | DON | MIS | LAU | POR | MAG | JER | Pts |

| Color     | Resultado                                                               |
| --------- | ----------------------------------------------------------------------- |
| Oro       | Ganador                                                                 |
| Plata     | 2.ª plaza                                                               |
| Bronce    | 3.ª plaza                                                               |
| Verde     | Finalizó en los puntos                                                  |
| Azul      | Finalizó sin puntos                                                     |
| Azul      | NC - No clasificado                                                     |
| Violeta   | Ret - No terminó (Carrera)                                              |
| Rojo      | DNQ - No se clasificó                                                   |
| Negro     | DSQ - Descalificado                                                     |
| Blanco    | DNS - No empezó (carrera)                                               |
| Blanco    | WD - Retirado (fin de semana)                                           |
| Blanco    | C - Carrera cancelada                                                   |
| Sin color | DNP - Inscrito pero no participó                                        |
| Sin color | INJ - Lesionado                                                         |
| Sin color | EX - Excluido                                                           |
| Estado    | Resultado                                                               |
| Negrita   | Pole position                                                           |
| Cursiva   | Vuelta rápida                                                           |
| †         | Abandona, pero clasifica al completar el porcentaje requerido para ello |

### Clasificación de Constructores
| Pos. | Constructor | ARA | ASS | IMO | DON | MIS | LAU | POR | MAG | JER | Pts |
| ---- | ----------- | --- | --- | --- | --- | --- | --- | --- | --- | --- | --- |
| 1    | Yamaha      | 2   | 3   | 1   | 2   | 2   | 1   | 2   | 1   | 1   | 196 |
| 2    | Kawasaki    | 1   | 1   | 8   | 3   | 12  | 12  | 1   | 9   | 2   | 134 |
| 3    | Honda       | 3   | 2   | 10  | 1   | 1   | 13  | 5   | 4   | 8   | 127 |
|      | KTM         |     |     |     |     |     |     |     |     | NC  | 0   |
| Pos. | Constructor | ARA | ASS | IMO | DON | MIS | LAU | POR | MAG | JER | Pts |